# Нова єдність
Нова єдність (латис. Jaunā Vienotība) — правоцентристський політичний альянс у Латвії. Членами альянсу є «Єдність» та регіональні партії: «Валмієрі і Відземе», «Місту Тукумс і Тукумському краю», «Кулдізькому краю» та «Єкабпілська регіональна партія». Ідеологічно, альянс орієнтований на ліберальний консерватизм та лібералізм.

## Історія
Перед парламентськими виборами 2018 року партія «Єдність» сформувала політичний альянс «Нова єдність» разом з регіональними партіями «Кулдізькому краю», «Валмієрі і Відземе» та «Місту Тукумс і Тукумському краю», до яких у червні того ж року також приєдналась «Єкабпілська регіональна партія».
«Латгальська партія», у колишньому партнерові «Єдності», у списку якої перша балотувалась у минулому, спочатку не була впевнена, чи приєднатися до альянсу, оскільки фракція партії підтримувала партнерство з «Об'єднанням регіонів Латвії», але врешті-решт підписала угоду про співпрацю з альянсом у липні. Пропозиція приєднатися до списку також надійшла до ліберального «Руху За!» та лівоцентристських «Прогресивних», але обидві партії відмовилися.
Попри погані результати «Нової єдності» на виборах 2018 року, ставши найменшою партією в новообраному парламенті, невдача кандидатів у прем'єр-міністри від Нової консервативної партії та «KPV LV» сформувати уряд до січня 2019 року змусив президента Латвії Раймонда Вейоніса запропонувати можливість формування уряду кандидату від «Нової єдності», колишньому євродепутату Кріш'янісу Каріньшу. Уряд Каріньша, який складався з «Нової єдності», Нової консервативної партії, «KPV LV», альянсу «Розвиток/За!» та «Національного об'єднання» був затверджений Сеймом 23 січня 2019 року. Окрім посади прем'єр-міністра, альянс обіймав два інших міністерства: Міністерство закордонних справ і Міністерство фінансів.
З 2021 року Латгальська партія, партія-співзасновниця та згодом партнерка альянсу, почала зближуватися з партією «За розвиток Латвії», провівши спільні кампанії на муніципальних виборах 2021 року. Хоча пропозиція щодо продовження партнерства також була отримана від керівництва Нової єдності, в кінцевому підсумку Латгальська партія підписала угоду про співпрацю з партією «За розвиток Латвії» на парламентських виборах 2022 року. Однак у вересні «Нова єдність» заявила, що продовжить співпрацю з партією в новому 14-му Сеймі.

## Члени альянсу
| Ім'я | Ім'я                                                       | Ідеологія                | Позиція       | Лідер             | Сейм     | Європарламент |
| ---- | ---------------------------------------------------------- | ------------------------ | ------------- | ----------------- | -------- | ------------- |
|      | Єдність Vienotība                                          | Ліберальний консерватизм | Правоцентризм | Арвілс Ашераденс  | 23 / 100 | 3 / 8         |
|      | Кулдізькому краю Kuldīgas novadam                          | Регіоналізм              | Регіоналізм   | Юріс Шулцс        | 1 / 100  | 0 / 8         |
|      | Валмієрі і Відземе Valmierai un Vidzemei                   | Регіоналізм              | Регіоналізм   | Яніс Баікс        | 1 / 100  | 0 / 8         |
|      | Єкабпілська регіональна партія Jēkabpils reģionālā partija | Регіоналізм              | Регіоналізм   | Леонідс Салцевічс | 0 / 100  | 0 / 8         |
|      | Безпартійні                                                | Безпартійні              | Безпартійні   | Безпартійні       | 1 / 100  | 0 / 8         |

## Результати виборів
| Рік  | Лідер             | Голосів | %          | Місць    | +/– | Уряд     |
| ---- | ----------------- | ------- | ---------- | -------- | --- | -------- |
| 2018 | Кріш'яніс Каріньш | 56,542  | 6.74 (#7)  | 8 / 100  | ▬0  | Коаліція |
| 2022 | Кріш'яніс Каріньш | 173,425 | 19.19 (#1) | 26 / 100 | ▲18 | Коаліція |